# Soyauxia talbotii
Espèce
Soyauxia talbotii est une espèce de plantes de la famille des Peridiscaceae et du genre Soyauxia, présente au Cameroun et au Nigeria.
Son épithète spécifique talbotii rend hommage à l'anthropologue et collecteur britannique Percy Amaury Talbot, actif au Nigeria.

## Description
C'est un arbrisseau ou arbre pouvant atteindre 5 m de hauteur.

## Distribution
Relativement rare, l'espèce a été observée au sud et au sud-ouest du Cameroun, également au sud-est du Nigeria.